# Кульчий, Александр Николаевич
Алекса́ндр Никола́евич Ку́льчий (бел. Аляксандр Мікалаевіч Кульчы; род. 1 ноября 1973, Гомель) — белорусский и российский футболист, полузащитник; тренер. Рекордсмен сборной Беларуси по количеству проведённых матчей (102).

## Клубная карьера
С третьего класса занимался в гомельской секции футбола, первый тренер — Леонид Борсук. Через два года перешёл в спецкласс, часто выступал за команду на два года старше. В 16 лет попал в команду второй лиги «Гомсельмаш», в 1991 году провёл 20 матчей, забил два гола. В чемпионате Беларуси выступал за «Трактор»/«Фандок» Бобруйск (1992—1994) и МПКЦ Мозырь (1994—1996).
После окончания сезона-1996 Кульчия приглашали в калининградскую «Балтику» и ЦСКА. С армейцами он подписал контракт, но главный тренер Александр Тарханов ушёл в «Торпедо-Лужники», и Кульчий перешёл в московское «Динамо». В конце 1999 года по истечении контракта был на смотринах в Китае, но клуб не договорился о размере компенсации с «Динамо». Получал предложения от нижегородского «Локомотива» и саратовского «Сокола», но перешёл в клуб первого дивизиона «Шинник» Ярославль. Отыграв один сезон, решил перейти в клуб высшего дивизиона «Факел» Воронеж, но сначала по пути в Воронеж попал в серьёзную аварию, затем получил перелом руки на сборах и решил остаться в «Шиннике», с которым по результатам сезона-2001 вышел в премьер-лигу, которую «Факел» покинул. «Факел» подавал жалобу в КДК, но выяснилось, что контракт с клубом был подписан с нарушениями, и Кульчий избежал дисквалификации.
В мае 2005 Кульчий был уволен из «Шинника» и перешёл в «Томь», подписав с клубом Анатолия Бышовца контракт до окончания сезона. В ноябре 2005 было объявлено об уходе Кульчия из команды, но после прихода на пост главного тренера Валерия Петракова он подписал с клубом очередной контракт, а через год продлил соглашение. В январе 2008 подписал двухлетний контракт с «Ростовом». Сезон 2011/12 провёл в ФК «Краснодар», сезон 2012/13 начал в клубе ФНЛ «Сибирь», в январе 2013 перешёл в казахстанский «Иртыш» Павлодар, в котором закончил профессиональную карьеру в возрасте 39 лет.

## Карьера в сборной
В сборной Беларуси дебютировал 14 февраля 1996 года в гостевом матче против сборной Турции (2:3). В октябре 2009 объявил об уходе из команды, однако отыграл в сборной ещё три года, став рекордсменом Беларуси по количеству матчей — 102.

## Тренерская карьера
С 2014 по 2016 год работал в тренерском штабе сборной Беларуси. С 2016 года работал в тренерском штабе «Динамо-2» (Москва). С 2018 года являлся старшим тренером ФК «Гомель». С 3 сентября 2019 после ухода Алексея Меркулова стал исполняющим обязанности главного тренера «Гомеля».
9 января 2020 года стал главным тренером молодёжного состава «Динамо» (Москва). Позже возглавил «Динамо-2» (Москва). 29 сентября 2020 года после увольнения Кирилла Новикова был назначен исполняющим обязанности главного тренера «Динамо». Провёл с командой две игры: против Краснодара (2:0) и ЦСКА (1:3), после чего клуб возглавил Сандро Шварц.
После окончания сезона 2022/23 покинул «Динамо-2».
26 июня 2024 года стал главным тренером клуба «Муром». 20 ноября 2024 года расторг контракт с клубом.
14 июля 2025 года возглавил «Амкар».

## Достижения

### Как игрок

#### Командные
МПКЦ
- Чемпион Беларуси: 1996
- Серебряный призёр чемпионата Беларуси: 1995
- Обладатель Кубка Беларуси: 1995/96

«Динамо» (Москва)
- Бронзовый призёр чемпионата России: 1997
- Финалист Кубка России: 1996/97, 1998/99

«Шинник»
- Победитель Первого дивизиона: 2001

«Ростов»
- Победитель Первого дивизиона: 2008

#### Личные
- Включён в список лучших 22 игроков чемпионата Беларуси (1995)[23]
- Включён в список 11 лучших Чемпионата Беларуси (1996)[23]
- Лучший футболист Беларуси: 2009[24]
- Член клуба Сергея Алейникова (578 матчей)

### Как тренер
«Динамо»-мол. (Москва)
- Победитель молодёжного первенства России: 2019/20